# Emu (revista)
Emu, com subtítulo "Austral Ornithology" (ISSN 0158-4197), é uma revista científica com revisão por pares da Royal Australasian Ornithologists Union (RAOU). Foi primeiramente publicada em 1901 e é a mais antiga revista ornitológica publicada na Austrália.